# Марет Ані
Марет Ані (нар. 31 січня 1982) — колишня естонська тенісистка.
Найвищу одиночну позицію світового рейтингу — 63 місце досягла 15 травня 2006, парну — 39 місце — 5 квітня 2004 року.
Здобула 7 одиночних та 17 парних титулів туру ITF.
Найвищим досягненням на турнірах Великого шолома було 3 коло в парному розряді.
Завершила кар'єру 2011 року.

## Фінали турнірів WTA

### Парний розряд:2 поразки
| Легенда                       |
| Великий шлем                  |
| Tier I                        |
| Tier II                       |
| Tier III                      |
| Турніри IV-ї та V-ї категорій |

| Результат | Дата           | Турнір                     | Покриття | Партнерка          | Суперниці                       | Рахунок                 |
| Поразка   | 13 квітня 2003 | Estoril Open, Португалія   | Ґрунт    | Еммануель Гальярді | Петра Мандула Патріція Вартуш   | 7–6(7–3), 6–7(3–7), 2–6 |
| Поразка   | 2 серпня 2003  | Orange Warsaw Open, Польща | Ґрунт    | Лібуше Прушова     | Тетяна Перебийніс Сільвія Талая | 4–6, 5–7                |

## Фінали ITF
| турніри $100,000 |
| турніри $75,000  |
| турніри $50,000  |
| турніри $25,000  |
| турніри $10,000  |

### Одиночний розряд (7–14)
| Результат | Ранг | Дата              | Турнір                           | Покриття   | Суперниця           | Рахунок                 |
| --------- | ---- | ----------------- | -------------------------------- | ---------- | ------------------- | ----------------------- |
| Поразка   | 1.   | 2 листопада 1998  | Герсгольм (муніципалітет), Данія | Тверде (i) | Ева Дірберг         | 3–6, 4–6                |
| Поразка   | 2.   | 30 липня 2000     | Камайоре, Італія                 | Ґрунт      | Еухенія Чіальво     | 1–6, 6–2, 5–7           |
| Поразка   | 3.   | 13 серпня 2000    | Ріміні, Італія                   | Ґрунт      | Жофія Губачі        | 2–6, 2–6                |
| Поразка   | 4.   | 3 вересня 2000    | Сполето, Італія                  | Ґрунт      | Марія Елена Камерін | 2–6, 6–7(0)             |
| Поразка   | 5.   | 8 жовтня 2000     | Ф'юмічіно, Італія                | Ґрунт      | Андрея Ванк         | 1–4, 1–4, 5–3, 1–4      |
| Поразка   | 6.   | 29 жовтня 2000    | Сен-Рафаель (Вар), Франція       | Тверде     | Мія Буріч           | 2–4, 4–1, 4–2, 3–5, 3–5 |
| Поразка   | 7.   | 26 жовтня 2003    | Сен-Рафаель, Франція             | Тверде (i) | Каміль Пен          | 2–6, 2–6                |
| Поразка   | 8.   | 17 квітня 2005    | Чивітавекк'я, Італія             | Ґрунт      | Магда Міхалаке      | 6–1, 5–7, 4–6           |
| Поразка   | 9.   | 7 серпня 2005     | Мартіна-Франка, Італія           | Ґрунт      | Наталі В'єрін       | 3–6, 4–6                |
| Перемога  | 10.  | 23 жовтня 2005    | Сен-Рафаель, Франція             | Тверде (i) | Мара Сантанджело    | 6–3, 7–5                |
| Поразка   | 11.  | 21 листопада 2005 | Пуатьє, Франція                  | Тверде     | Вікторія Кутузова   | 3–6, 6–3, 4–6           |
| Перемога  | 12.  | 28 січня 2007     | Капріоло, Італія                 | Килим (i)  | Кармен Клашка       | 2–6, 6–1, 6–1           |
| Поразка   | 13.  | 4 лютого 2007     | Лондон, Велика Британія          | Тверде     | Елісе Тамаела       | 2–6, 7–6(4), 6–7(3)     |
| Перемога  | 14.  | 11 лютого 2007    | Тіптон, Велика Британія          | Тверде     | Елісе Тамаела       | 5–7, 7–6(3), 7–5        |
| Перемога  | 15.  | 31 березня 2007   | Патри, Греція                    | Тверде     | Мервана Югич-Салкич | 5–4 ret.                |
| Перемога  | 16.  | 7 квітня 2007     | Путіньяно, Італія                | Килим (i)  | Кармен Клашка       | 7–6(8), 6–4             |
| Поразка   | 17.  | 17 вересня 2007   | Альбукерке, США                  | Тверде     | Россана де лос Ріос | 6–7(6), 6–1, 2–6        |
| Перемога  | 18.  | 7 жовтня 2007     | Трой (Алабама), США              | Тверде     | Стефані Дюбуа       | 3–6, 6–4, 6–2           |
| Поразка   | 19.  | 4 травня 2008     | Кань-сюр-Мер, Франція            | Ґрунт      | Вікторія Кутузова   | 1–6, 5–7                |
| Поразка   | 20.  | 28 вересня 2008   | Шрусбері, Велика Британія        | Тверде (i) | Роберта Вінчі       | 5–7, 5–7                |
| Перемога  | 21.  | 1 листопада 2009  | Стамбул, Туреччина               | Тверде (i) | Юганна Ларссон      | 7–5, 6–7(5), 6–2        |

### Парний розряд (17–15)
| Результат | Ранг | Дата              | Турнір                     | Покриття   | Партнерка            | Суперниці                                      | Рахунок                 |
| --------- | ---- | ----------------- | -------------------------- | ---------- | -------------------- | ---------------------------------------------- | ----------------------- |
| Поразка   | 1.   | 21 червня 1998    | Таллінн, Естонія           | Тверде     | Хелен Лаупа          | Гелена Фремутова Ірина Корнієнко               | 3–6, 2–6                |
| Перемога  | 2.   | 13 серпня 2000    | Ріміні, Італія             | Тверде     | Маргіт Рюйтель       | Жофія Губачі Ніколь Ремі                       | 3–6, 6–3, 7–5           |
| Поразка   | 3.   | 19 листопада 2000 | Нейплс, США                | Ґрунт      | Валентіна Сассі      | Нана Міяґі Олена Татаркова                     | 3–5, 4–2, 4–2, 3–5, 1–4 |
| Поразка   | 4.   | 5 серпня 2001     | Альгеро, Італія            | Тверде     | Жоана Кортез         | Труді Мусгрейв Жулі Пуллен                     | 4–6, 5–7                |
| Перемога  | 5.   | 16 вересня 2001   | Реджо-Калабрія, Італія     | Ґрунт      | Глорія Піццікіні     | Еухенія Чіальво Хісела Рієра                   | w/o                     |
| Перемога  | 6.   | 30 вересня 2001   | Верона, Італія             | Ґрунт      | Міхаела Паштікова    | Лурдес Домінгес Ліно Кончіта Мартінес Гранадос | 6–7(4), 6–4, 7–6(5)     |
| Поразка   | 7.   | 12 лютого 2002    | Саттон, Велика Британія    | Килим      | Галина Фокіна        | Сільвія Плішке Драгана Зарич                   | 5–7, 3–6                |
| Перемога  | 8.   | 7 липня 2002      | Орбетелло, Італія          | Ґрунт      | Андрея Ванк          | Євгенія Куликовська Катерина Сисоєва           | 6–3, 1–6, 6–1           |
| Перемога  | 9.   | 18 серпня 2002    | Бронкс, США                | Тверде     | Флавія Пеннетта      | Асагое Сінобу Нана Міяґі                       | 6–4, 6–1                |
| Перемога  | 10.  | 14 вересня 2003   | Бордо, Франція             | Ґрунт      | Лібуше Прушова       | Івета Бенешова Ольга Виметалкова               | 6–3, 6–4                |
| Перемога  | 11.  | 5 жовтня 2003     | Казерта, Італія            | Ґрунт      | Джулія Казоні        | Роса Марія Андрес Родрігес Бахія Мухтассен     | 7–5, 7–5                |
| Поразка   | 12.  | 12 жовтня 2003    | Латина, Італія             | Ґрунт      | Лібуше Прушова       | Мара Сантанджело Роберта Вінчі                 | 6–3, 2–6, 4–6           |
| Поразка   | 13.  | 26 жовтня 2003    | Сен-Рафаель (Вар), Франція | Тверде (i) | Каміль Пен           | Мервана Югич-Салкич Дарія Юрак                 | 2–6, 1–6                |
| Поразка   | 14.  | 21 грудня 2003    | Валашке Мезиржичі, Чехія   | Тверде (i) | Лібуше Прушова       | Івета Бенешова Міхаела Паштікова               | w/o                     |
| Поразка   | 15.  | 26 вересня 2005   | Б'єлла, Італія             | Ґрунт      | Мервана Югич-Салкич  | Луціє Градецька Рената Ворачова                | 4–6, 6–7(4)             |
| Перемога  | 16.  | 21 листопада 2005 | Пуатьє, Франція            | Тверде     | Мервана Югич-Салкич  | Ніна Братчикова Акгуль Аманмурадова            | 7–6(0), 6–1             |
| Поразка   | 17.  | 4 березня 2007    | Лас-Вегас, США             | Тверде     | Альберта Бріанті     | Вікторія Азаренко Тетяна Пучек                 | 2–6, 4–6                |
| Поразка   | 18.  | 7 травня 2007     | Рим, Італія                | Ґрунт      | Кароліне Мас         | Марта Домаховська Емма Лайне                   | 1–0 ret.                |
| Перемога  | 19.  | 30 червня 2007    | Падуя, Італія              | Ґрунт      | Марина Еракович      | Ванесса Генке Андреа Петкович                  | 6–4, 6–4                |
| Перемога  | 20.  | 9 липня 2007      | Б'єлла, Італія             | Ґрунт      | Кая Канепі           | Мервана Югич-Салкич Рената Ворачова            | 6–4, 6–1                |
| Перемога  | 21.  | 30 липня 2007     | Ріміні, Італія             | Ґрунт      | Андрея Клепач        | Каролина Йованович Мервана Югич-Салкич         | 6–4, 6–0                |
| Поразка   | 22.  | 24 вересня 2007   | Ешленд (Кентуккі), США     | Тверде     | Сандра Клезель       | Марія Фернанда Алвеш Ева Грдінова              | 6–7(5), 2–6             |
| Перемога  | 23.  | 9 липня 2008      | Кунео, Італія              | Ґрунт      | Рената Ворачова      | Ольга Савчук Марина Шамайко                    | 6–1, 6–2                |
| Перемога  | 24.  | 13 липня 2008     | Загреб, Хорватія           | Ґрунт      | Єлена Костанич-Тошич | Юлія Бейгельзимер Штефані Феґеле               | 6–4, 6–2                |
| Перемога  | 25.  | 7 вересня 2008    | Денен, Франція             | Ґрунт      | Лурдес Домінгес Ліно | Стефані Коен-Алоро Марі-Ев Пеллетьє            | 6–0, 7–5                |
| Перемога  | 26.  | 21 вересня 2008   | Софія, Болгарія            | Ґрунт      | Рената Ворачова      | Лурдес Домінгес Ліно Аранча Парра Сантонха     | 7–6(4), 7–6(9)          |
| Поразка   | 27.  | 19 жовтня 2008    | Ортізеї, Італія            | Килим (i)  | Галина Воскобоєва    | Марія Коритцева Ярослава Шведова               | 2–6, 1–6                |
| Поразка   | 28.  | 29 березня 2010   | Мінськ, Білорусь           | Тверде     | Віталія Дяченко      | Олена Бовіна Ірена Павлович                    | 0–6, 1–6                |
| Перемога  | 29.  | 25 березня 2010   | Джерсі, Велика Британія    | Тверде (i) | Анна Сміт            | Ярміла Вулф Мелані Саут                        | 7–5, 6–4                |
| Поразка   | 30.  | 9 квітня 2010     | Чивітавекк'я, Італія       | Ґрунт      | Ірина Бурячок        | Дар'я Кустова Рената Ворачова                  | 5–7, 5–7                |
| Перемога  | 31.  | 7 травня 2010     | Флоренція, Італія          | Ґрунт      | Юлія Шруфф           | Лу Цзінцзін Поліна Пєхова                      | 6–3, 6–4                |
| Поразка   | 32.  | 24 січня 2011     | Таллінн, Естонія           | Тверде (i) | Анетт Контавейт      | Тамара Чурович Євгенія Криворучко              | 6–7(8), 1–6             |